# Léopold Constans
Pour les articles homonymes, voir Constans.
Léopold Constans, né le 5 septembre 1845 à Millau et mort le 4 novembre 1916 à Aix-en-Provence, est un romaniste français. Il est professeur de langue et littérature provençales à la faculté des lettres d'Aix-en-Provence et majoral du Félibrige (cigale d'Aquitaine, 1889-1916).
Le 27 décembre 1880, il soutient ses deux thèses de doctorat ès lettres à la Faculté de Paris. La première, en français, traite de l'étude de la légende d’Oedipe au fil des siècles. La deuxième, en latin, s'intéresse au discours de Salluste.
En 1885, il reçoit le prix Archon-Despérouses et en 1890, le prix Jules-Janin pour La conjuration de Catilina, de Salluste.
Son fils, Léopold-Albert Constans, est latiniste.

## Œuvres
- De sermone Sallustiano. 1880.
- La légende d’Œdipe étudiée dans l’antiquité : au Moyen Âge et dans les temps modernes en particulier dans le Roman de Thèbes. 1881.
- Étude sur la langue de Tacite : l’usage des classes supérieures de lettres et des candidats à la licence. 1893.
- Mistral et son œuvre. 1906.

### Éditions de textes anciens
- Le Roman de Thèbes publié d’après tous les manuscrits connus. Deux tomes, 1890.
- Le Roman de Troie par Benoît de Sainte-Maure : publié d’après tous les manuscrits connus. Six tomes, 1904-12.
- Le roman de Troie en prose, édité par L. Constans et E. Faral. Tome I. 1922.
  - Seules les 64 premières pages furent éditées par Constans avant son décès. Les autres par Edmond Faral. Voyez l’avertissement de Mario Roques (Internet Archive).